# 幸英明
幸 英明（みゆき ひであき、1976年1月12日 - ）は、日本中央競馬会（JRA）に所属する騎手である。1994年に騎手免許を取得し中央競馬の騎手となる。2003年にはスティルインラブに騎乗し桜花賞・優駿牝馬（オークス）・秋華賞の牝馬三冠で勝利を挙げた。2009年には、JRA史上初となる年間騎乗回数1,000回を達成。2022年終了時点におけるJRA年間騎乗回数の最多記録保持者である（1,081回/2012年）。

## 経歴
神奈川県横浜市生、鹿児島県鹿屋市で育つ。実家の近くに競走馬の生産牧場があったものの競馬とはほぼ無縁の生活だったが、中学3年生の時に「体が小さいので」と勧められて騎手を目指す。
渡辺薫彦、吉田豊らと共に競馬学校の10期として入学、馬に乗ったのは入学後が初めてだった。1994年に騎手免許を取得し谷八郎厩舎に所属した。デビュー年には23勝を挙げ、翌1995年には天皇賞・春でGI初騎乗を果たした。
1997年3月15日、中京競馬第3競走においてJRA通算100勝を達成。その後もコンスタントに好成績を残し、関西リーディングの上位に名前を連ねるようになる。
2003年にはスティルインラブに騎乗し桜花賞を勝利、GI初勝利を達成した。この年、同馬とのコンビで、オークス・秋華賞も制し、メジロラモーヌ以来2頭目の牝馬三冠を達成した。
2008年3月30日、第38回高松宮記念をファイングレインで制覇し、4年6か月ぶりに中央競馬のGIレースでの勝利をあげた。
2009年5月9日、京都競馬第11競走で史上17人目の通算1万回騎乗を達成。デビューから15年2ヶ月5日、33歳3ヶ月28日での達成は武豊に次いで史上2番目のスピード・年少記録である。
2009年には年間騎乗回数が968回に達し、それまで岩田康誠が保持していたJRA年間最多騎乗回数記録952を上回った。ただしこの年は、内田博幸が幸の記録を上回る騎乗回数975を達成し、記録樹立とはならなかった。
2010年5月22日、京都競馬第4競走で、デビューから16年2か月18日で通算1万1000回騎乗を達成した。これは当時のJRA史上最速・最年少記録であった。またこのレースを勝利し、JRA通算800勝も同時に達成した（騎乗馬・ニホンピロアワーズ）。同年には年間騎乗数が1008に達し、前年に内田博幸が達成したJRA年間最多騎乗記録を更新、JRA史上初の年間1000回騎乗を達成した。
2011年6月12日、阪神競馬第3競走で通算1万2000回騎乗。デビューから17年3ヶ月8日、35歳5ヶ月1日での達成はJRA史上最速・最年少記録。
2012年12月8日、阪神競馬第2競走でJRA年間騎乗回数1009回になり自身の持つ中央競馬記録を更新（騎乗馬・タニノセレナーデ・4着）。この年は最終的に年間騎乗回数が1081回となり、これは2022年終了時点におけるJRA年間騎乗回数の最多記録である。
2013年7月20日、中京競馬第3競走をテイエムヒーローで勝利して史上27人目のJRA通算1000勝を達成した。
2014年12月7日、ジャパンカップダートから名称が変更された第15回チャンピオンズカップにて、ホッコータルマエに騎乗して優勝し、中央ダートGIを初制覇。
また地方競馬でもブルーコンコルドとのコンビで活躍し、JBCスプリント連覇（2005年・2006年。ただし2006年はコース（川崎競馬場）の都合によりJBCマイルとして行われた）、マイルチャンピオンシップ南部杯3連覇（2006年 - 2008年）、東京大賞典（2006年）、かしわ記念（2007年）を勝ち、ダートGI・JpnI計7勝をあげた。東京大賞典では2013・2014年にホッコータルマエにて連覇。
2019年12月8日、阪神競馬第11競走（阪神ジュベナイルフィリーズ）で、JRA史上4人目となる通算20,000回騎乗。デビューから25年9ヶ月4日、43歳10ヶ月27日での達成は、武豊の記録（29年6ヶ月4日、47歳5ヶ月21日）を超えるJRA史上最速・最年少記録となった。
2021年1月16日、中京競馬第8競走で、JRA史上4人目の通算2万1000回騎乗を達成。26年10ヶ月12日、45歳0か月5日での達成は、20,000回に続いて武豊の記録（31年1ヶ月8日、49歳0ヶ月25日）を超えるJRA史上最速・最年少記録となった。同年5月16日、中京競馬第2競走をタイスケフェイスで勝利して史上18人目のJRA通算1500勝を達成した。
2021年12月26日、同年11月のエリザベス女王杯を自身の鞍上のもと制したアカイイトと再びコンビを組み、第66回有馬記念に出走。結果は7着であった。なお、幸にとってこのレースが初の有馬記念参戦となった。
2022年3月5日、阪神競馬第8競走でサトノルーチェに騎乗して史上2人目となるJRA通算2万2000回騎乗を達成した。デビューから28年0カ月1日・46歳1カ月22日での達成は武豊の記録（32年9ヶ月1日・50歳8ヶ月17日）を抜いて史上最速・史上最年少記録となった。同年11月20日、阪神2Rでウイニンググレイスが1着となり、JRA史上16人目、現役では9人目となるJRA通算1600勝を達成した。
2023年5月13日、京都12Rでルアルに騎乗したことで史上2人目、現役2人目のJRA通算2万3000回騎乗を達成した。デビューから29年2ヶ月9日、47歳4ヶ月2日での達成は武豊の記録（34年5ヶ月7日、52歳4ヶ月24日）を更新する史上最速および最年少記録となった。
2024年8月10日、中京3Rでエデュースに騎乗して史上、現役2人目のJRA通算2万4000回騎乗を達成した。デビューから30年5か月6日、48歳6ヶ月30日での達成は、武豊の記録（36年1ヶ月8日、54歳0ヶ月25日）を更新する史上最速、最年少記録となった。同年12月21日、京都6Rでトウタツに騎乗して1着となり、史上16人目、現役7人目となるJRA通算1700勝を達成した。

### 人間関係
田島良保、田原成貴らが騎手としての兄弟子の間柄にあたる。特に田原は自らが騎乗していた馬の騎乗機会を幸に譲るなど世話を焼き、後に田原が調教師に転身した時も、幸を主戦騎手として扱った。

## 主な騎乗馬
太字はGI級競走
- グリーンサンダー（1997年佐賀記念）
- ブラボーグリーン（1998年京阪杯）

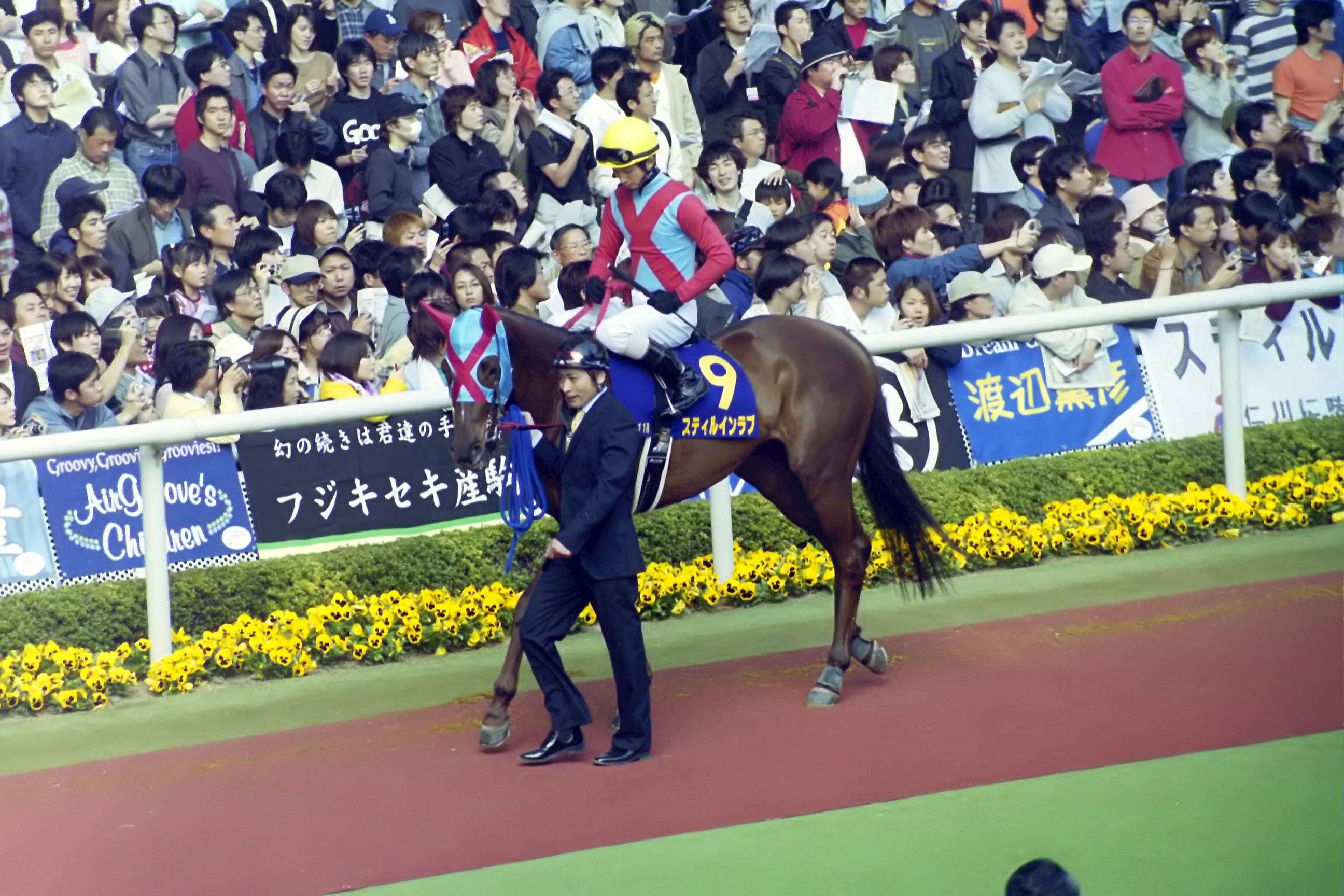
2003年桜花賞（騎乗馬スティルインラブ）

- ワンダーファング（1999年スプリングステークス）
- トゥナンテ（2000年愛知杯、北九州記念、毎日王冠）
- ダービーレグノ（2001年シンザン記念、2003年新潟記念）
- テンザンセイザ（2001年京都新聞杯）
- ナリタオンザターフ（2001年名古屋優駿 ）
- ミラクルオペラ（2001年マーキュリーカップ、白山大賞典）
- キングフィデリア（2002年新潟大賞典 ）
- スティルインラブ（2003年桜花賞、優駿牝馬、秋華賞）[27]
- ギャラントアロー（2003年ファルコンステークス、スワンステークス）
- アグネスウイング（2004年シリウスステークス）
- サンライズペガサス（2005年産経大阪杯）
- ブルーコンコルド（2005年プロキオンステークス、シリウスステークス、JBCスプリント、2006年黒船賞、JBCマイル、東京大賞典、2006年～2008年マイルチャンピオンシップ南部杯、2007年かしわ記念）[28]
- エイシンドーバー（2007年阪急杯）
- ヤマトマリオン（2008年クイーン賞、2009年TCK女王盃）
- ファイングレイン（2008年シルクロードステークス、高松宮記念）[29]
- ヴァンクルタテヤマ（2009年サマーチャンピオン ）
- プレミアムボックス（2009年京阪杯）
- ヘッドライナー（2010年CBC賞）
- ナリタクリスタル（2010年新潟記念）
- セイクリムズン（2010年カペラステークス、2011年根岸ステークス）
- エイシンオスマン（2011年ニュージーランドトロフィー、かきつばた記念）
- ニホンピロアワーズ（2012年名古屋大賞典）
- ホッコータルマエ（2012年レパードステークス、2013年佐賀記念、名古屋大賞典、かしわ記念、JBCクラシック、2013年・2014年東京大賞典 、2013年・2015年帝王賞、2014年チャンピオンズカップ、2014年～2016年川崎記念）[30]
- テイクアベット（2012年サマーチャンピオン）
- アルムダプタ（2012年北海道2歳優駿）
- ケイアイレオーネ（2012年兵庫ジュニアグランプリ、2013年シリウスステークス）
- クリノスターオー（2014年平安ステークス、シリウスステークス、アンタレスステークス）
- セイウンコウセイ（2017年高松宮記念）[31]
- トーキングドラム（2017年阪急杯）
- ジュールポレール（2018年ヴィクトリアマイル）
- ルールソヴァール（2018年佐賀記念）
- センチュリオン（2018年マーチステークス）
- ヴェンジェンス（2019年みやこステークス）
- ラプタス（2020年黒船賞、2020年・2021年かきつばた記念、2022年兵庫ゴールドトロフィー）
- アカイイト（2021年エリザベス女王杯）
- ルークズネスト（2021年ファルコンステークス）
- リプレーザ（2021年兵庫チャンピオンシップ）
- ヨカヨカ（2021年北九州記念）
- サンライズホープ（2021年シリウスステークス、2022年みやこステークス）
- タマモブラックタイ（2023年ファルコンステークス）
- セイウンハーデス（2023年七夕賞、2025年エプソムカップ）
- ドロップオブライト（2024年CBC賞）
- エイシンワンド（2024年小倉2歳ステークス）
- カンチェンジュンガ（2025年阪急杯）

## 騎乗成績
|       |            | 日付           | 競馬場・開催  | 競争名            | 馬名             | 頭数 | 人気 | 着順 |
| ----- | ---------- | -------------- | ------------- | ----------------- | ---------------- | ---- | ---- | ---- |
| 平 地 | 初騎乗     | 1994年3月5日   | 4回小倉2日11R | 4歳以上500万下    | シャイニングベル | 13頭 | 3    | 6着  |
| 平 地 | 初勝利     | 1994年4月10日  | 6回京都7日11R | 4歳以上500万下    | シャイニングベル | 16頭 | 7    | 1着  |
| 平 地 | 重賞初騎乗 | 1994年8月14日  | 4回小倉2日11R | 小倉記念          | カシワズスポート | 8頭  | 8    | 8着  |
| 平 地 | 重賞初勝利 | 1998年11月28日 | 6回京都7日11R | 京阪杯            | ブラボーグリーン | 11頭 | 2    | 1着  |
| 平 地 | GI初騎乗   | 1995年4月23日  | 5回京都2日10R | 天皇賞（春）      | クリスタルケイ   | 18頭 | 13   | 14着 |
| 平 地 | GI初勝利   | 2003年4月13日  | 2回阪神6日11R | 桜花賞            | スティルインラブ | 18頭 | 2    | 1着  |
| 障 害 | 初騎乗     | 1994年6月25日  | 2回中京3日5R  | 障害3歳上未勝利   | トレンザ         | 10頭 | 7    | 2着  |
| 障 害 | 初勝利     | 1995年3月19日  | 3回京都8日    | 障害4歳以上未勝利 | ロングドリーム   | 8頭  | 2    | 1着  |

| 年度   | 1着  | 2着  | 3着  | 騎乗数 | 勝率 | 連対率 | 複勝率 | 表彰                       |
| ------ | ---- | ---- | ---- | ------ | ---- | ------ | ------ | -------------------------- |
| 1994年 | 23   | 26   | 27   | 329    | .070 | .149   | .231   |                            |
| 1995年 | 27   | 40   | 37   | 440    | .061 | .152   | .236   |                            |
| 1996年 | 39   | 30   | 50   | 451    | .086 | .153   | .264   | フェアプレー賞             |
| 1997年 | 42   | 43   | 48   | 490    | .086 | .173   | .271   |                            |
| 1998年 | 50   | 53   | 40   | 507    | .099 | .203   | .282   |                            |
| 1999年 | 37   | 43   | 39   | 452    | .082 | .177   | .263   |                            |
| 2000年 | 61   | 56   | 78   | 593    | .103 | .197   | .329   | フェアプレー賞             |
| 2001年 | 52   | 46   | 52   | 659    | .079 | .149   | .228   |                            |
| 2002年 | 48   | 67   | 46   | 660    | .073 | .174   | .244   |                            |
| 2003年 | 76   | 71   | 53   | 729    | .104 | .202   | .274   |                            |
| 2004年 | 52   | 81   | 68   | 803    | .065 | .166   | .250   | フェアプレー賞             |
| 2005年 | 50   | 55   | 73   | 839    | .060 | .125   | .212   |                            |
| 2006年 | 57   | 61   | 70   | 863    | .066 | .137   | .218   |                            |
| 2007年 | 55   | 70   | 61   | 892    | .062 | .140   | .209   |                            |
| 2008年 | 60   | 49   | 68   | 939    | .064 | .116   | .188   |                            |
| 2009年 | 52   | 69   | 71   | 968    | .054 | .125   | .198   |                            |
| 2010年 | 60   | 77   | 89   | 1008   | .060 | .136   | .224   |                            |
| 2011年 | 55   | 69   | 80   | 932    | .059 | .133   | .219   |                            |
| 2012年 | 75   | 82   | 81   | 1081   | .069 | .145   | .220   | 関西競馬記者クラブ賞特別賞 |
| 2013年 | 63   | 71   | 92   | 963    | .065 | .139   | .235   |                            |
| 2014年 | 62   | 68   | 78   | 939    | .066 | .138   | .222   | 中京競馬記者クラブ賞       |
| 2015年 | 64   | 79   | 69   | 1023   | .063 | .140   | .207   |                            |
| 2016年 | 54   | 67   | 79   | 862    | .063 | .140   | .232   |                            |
| 2017年 | 65   | 77   | 75   | 1016   | .064 | .140   | .214   | 中京競馬記者クラブ賞       |
| 2018年 | 61   | 53   | 63   | 844    | .072 | .135   | .210   |                            |
| 2019年 | 61   | 60   | 74   | 762    | .080 | .159   | .256   | フェアプレー賞             |
| 2020年 | 65   | 82   | 74   | 907    | .072 | .162   | .244   |                            |
| 2021年 | 81   | 73   | 80   | 884    | .092 | .174   | .265   |                            |
| 2022年 | 58   | 56   | 69   | 851    | .068 | .134   | .215   |                            |
| 2023年 | 49   | 50   | 67   | 749    | .065 | .132   | .222   |                            |
| 2024年 | 44   | 55   | 66   | 840    | .052 | .118   | .196   |                            |
| 中央   | 1702 | 1888 | 2024 | 24360  | .070 | .147   | .230   |                            |
| 地方   | 111  | 87   | 84   | 528    | .210 | .375   | .534   |                            |
| 海外   | 0    | 1    | 0    | 5      | .000 | .200   | .200   |                            |

通算勝利記録
- 通算100勝 1997年3月15日中京3R サラ4歳未勝利・サンエムショウリ
- 通算200勝 1999年5月22日中京9R サラ4歳500万下・エイシンウォーレン
- 通算300勝 2001年6月23日阪神10R 皆生特別・サイレントクルーズ
- 通算400勝 2003年4月12日中山10R 安房特別・ケイエスブリザード
- 通算500勝 2004年10月31日京都3R サラ2歳新馬・アドマイヤキラメキ
- 通算600勝 2006年9月3日小倉5R サラ3歳未勝利・ケイエスゴーウェイ
- 通算700勝 2008年7月12日阪神11R 三田特別・ミッキーチアフル
- 通算800勝 2010年5月22日京都4R サラ3歳未勝利・ニホンピロアワーズ
- 通算900勝 2012年1月21日小倉2R サラ3歳未勝利・トウショウクルス
- 通算1000勝 2013年7月20日中京3R サラ3歳未勝利・テイエムヒーロー
- 通算1100勝 2015年1月11日京都5R サラ3歳未勝利・ラクアミ
- 通算1200勝 2016年11月5日京都2R サラ2歳未勝利・ハイパーノヴァ
- 通算1300勝 2018年4月28日京都6R サラ3歳500万下・イエローマリンバ
- 通算1400勝 2019年12月15日阪神1R 2歳未勝利・テンテキセンセキ
- 通算1500勝 2021年5月16日中京2R 3歳未勝利・タイスケフェイス
- 通算1600勝 2022年11月20日阪神2R 2歳未勝利・ウイニンググレイス
- 通算1700勝 2024年12月21日京都6R 2歳新馬・トウタツ

参照：JRA騎手名鑑、地方競馬予想のウマニティ、競馬ラボ

### 海外での騎乗成績
| 騎乗日        | レース名             | 距離        | 馬名             | 着順 |
| ------------- | -------------------- | ----------- | ---------------- | ---- |
| 2013年3月30日 | UAEダービー          | ダート1900m | ケイアイレオーネ | 10着 |
| 2014年3月29日 | ドバイワールドカップ | ダート2000m | ホッコータルマエ | 9着  |
| 2015年3月28日 | ドバイワールドカップ | ダート2000m | ホッコータルマエ | 5着  |
| 2016年3月26日 | ドバイワールドカップ | ダート2000m | ホッコータルマエ | 16着 |
| 2022年9月4日  | コリアスプリント     | ダート1200m | ラプタス         | 2着  |

## エピソード
- 騎手界きってのゴルフ好きで、20歳くらいの時から始めている[34]。滋賀県アマチュアゴルフ選手権競技で準優勝している[35]。ベストスコアは66[36]。
- ジャンルを問わず菓子、とくにチョコレートが大好物であり「お菓子がないと生きていけない」とのこと[37]。毎週大量の菓子を調整ルームに持ち込み[注 2]、日曜日には全て平らげてしまう程である。江崎グリコのビスコが好きでSNSのプロフィール画面の背景としている[36]。
- 競馬場で他の騎手や調教師の記念写真が撮影される際に幸が一緒に写っていることが多い。これは自身の記念撮影のときに後輩の池添謙一が一緒に写って祝ってくれたことがとても嬉しかったからだという[4]。さらに「人が幸せな時に僻んだり、妬んだりせず、一緒に心から喜べる人間になりなさい」という母の言葉もあり、出来る限りお祝いに駆けつけるようにしていると語っている[4]。
- 佐藤哲三の影響で競艇を趣味にしており[36]、配信番組への出演も多数行っている。
- 前述通り2003年に桜花賞・優駿牝馬・秋華賞の牝馬三冠を達成しているが、それ以降はクラシック未勝利である。
- 中央のGI勝利は8勝のうち5勝が牝馬限定GI競争かつ全て異なるレースであり、阪神ジュベナイルフィリーズを制覇すれば牝馬限定GI競走全制覇となる。